# Jalor
Jalor (Lingua urdu جالور, Jalōr) è una città dell'India, classificata come municipality (comune), di 44.828 abitanti, capoluogo del distretto di Jalore, nello stato federato del Rajasthan. In base al numero di abitanti la città rientra nella classe III (da 20.000 a 49.999 persone).

## Geografia fisica
La città è situata a 25° 21' 0 N e 72° 37' 0 E e ha un'altitudine di 177 m s.l.m..

## Società

### Evoluzione demografica
Al censimento del 2001 la popolazione di Jalor assommava a 44.828 persone, delle quali 23.931 maschi e 20.897 femmine. I bambini di età inferiore o uguale ai sei anni assommavano a 7.329, dei quali 3.867 maschi e 3.462 femmine. Infine, coloro che erano in grado di saper almeno leggere e scrivere erano 26.949, dei quali 17.329 maschi e 9.620 femmine.